# 유학 (교육)
유학(留學, 문화어: 류학)은 다른 나라에서 교육 기회를 추구하는 학생의 활동을 말한다. 다른 나라에서 수업에 참여하여 받은 학점을 모국의 고등 교육 시설에 이수하는 것도 유학이라고 할 수 있다. 그러나 학생들은 이러한 기회를 나이에 상관 없이 추구하며 반드시 대학 학점을 요구하는 것은 아니다. 유학생들은 숙박에 동의한 사람들, 친구들이나 가족과 함께 기숙사나 아파트에 살 수 있다.

## 같이 보기
- 유학생
- 교환 학생 프로그램
- 워킹홀리데이